# Coleochloa domensis
Coleochloa domensis är en halvgräsart som beskrevs av A. Muthama Muasya och David Alan Simpson. Coleochloa domensis ingår i släktet Coleochloa, och familjen halvgräs. Inga underarter finns listade i Catalogue of Life.